# Rivière du Hibou (lac Parent)
Pour les articles homonymes, voir Hibou (homonymie) et Rivière du Hibou.
La rivière Rivière du Hibou est un affluent du lac Parent, coulant dans la ville de Senneterre, dans la municipalité régionale de comté (MRC) de La Vallée-de-l'Or, dans la région administrative de l’Abitibi-Témiscamingue, au Québec, au Canada.
Le cours de la rivière traverse successivement les cantons de Brassier et Delestre. La rivière Rivière du Hibou coule entièrement en territoire forestier et en zone de marais à l'est du lac Parent (rivière Bell). La foresterie constitue la principale activité économique de ce bassin versant.
La surface de la rivière est habituellement gelée de la mi-décembre à la mi-avril.

## Géographie
La rivière Rivière du Hibou prend sa source à l’embouchure d’un ruisseau draine une zone humide à 346 m d’altitude.
Cette source de la rivière est située à 11,8 km au sud-est de la confluence de la rivière Rivière du Hibou avec le lac Parent ; à 25,2 km au nord-est du centre-ville de Senneterre ; et à 22,4 km au sud de l’embouchure du lac Parent.
Les principaux bassins versants voisins de la rivière Rivière du Hibou sont :
- côté nord : rivière Bell, lac Parent ;
- côté est : ruisseau Signay, rivière Delestres, rivière Collin ;
- côté sud : rivière Mégiscane, ruisseau Jacques, rivière Brassier ;
- côté ouest : rivière Brassier, rivière Bell, lac Parent.

À partir de sa source, la rivière Rivière du Hibou coule sur 16,1 km en serpentant entre quelques zones de marais.
Cette confluence de la rivière Rivière du Hibou avec le lac Parent est située au fond de la Baie du Hibou ((altitude : 301 m) laquelle est formée entre la rive est du lac Parent (Abitibi) et une presqu’île qui s’étend sur 7,5 km vers le nord en étant rattachée à la rive est. Le lac Parent se déverse dans la rivière Bell, un affluent du lac Matagami. Ce dernier lac se déverse à son tour dans la rivière Nottaway, un affluent de la rive sud-est de la Baie James.
Plus précisément, la rivière Rivière du Hibou se déverse à :
- 10,6 km au sud-est de l’embouchure du lac Parent ;
- 19,6 km au nord-est de la confluence de la rivière Mégiscane avec le lac Parent ;
- 47,0 km au sud-est du centre du village de Lebel-sur-Quévillon ;
- 32,0 km au nord-est du centre de la ville de Senneterre.

## Toponymie
Cet hydronyme figure sur une carte datée de 1932.
Le toponyme rivière Rivière du Hibou a été officialisé le 5 décembre 1968 à la Commission de toponymie du Québec, lors de sa création.